# Cheriton (Devon)
Cheriton – przysiółek w Anglii, w Devon. Leży 57 km od miasta Exeter, 95,8 km od miasta Plymouth i 261,3 km od Londynu. Cheriton jest wspomniana w Domesday Book (1086) jako Ciretone/Ciretona.